# رابطة الشبكة العالمية
رابطة الشبكة العالمية (بالإنجليزية: World Wide Web Consortium)‏ أو منظمة W3C، هي أهم منظمة دولية لوضع المعايير لشبكة الويب العالمية. وهي منظمة على شكل رابطة (كونسورتيوم) حيث منظمات أعضاء وموظفون متفرغون والعموم يعملون معا لتطوير معايير الويب. اعتبارا من اذار / مارس 2007، هناك أكثر من 400 منظمة عضو في الكونسورتيوم وهو دائما مفتوح للمنظمات جديدة للانضمام.
تشارك المنظمة أيضا في التربية والتوعية وتطوير البرمجيات وهي بمثابة منتدى مفتوح للمناقشة حول الويب.
 يرأس الكونسورتيوم السيد تيم بيرنرز لي، المؤلف الرئيسي لمواصفات يورال، عنوان إنترن الاصلي (Uniform Resource Locator) وبروتوكول نقل النص الفائق، بروتوكول نقل النص المتشعب (HyperText Transfer Protocol) ولغة ترميز النص الفائق، لغة تأشير النص المتشعب (HyperText Markup Language). هذه المواصفات تُكون التكنولوجيات الرئيسية التي تشكل أساس الشبكة العالمية.

## عمل المنظمة
تعمل منظمة W3C على خلق ووضع قواعد ومواصفات ومعايير الويب الأساسية وتطوير التكنولوجيات الحالية. معايير W3C تقود شبكة الويب إلى الامام، وتكون عادة سابقة الأوان من الممارسات الحالية. هدفها هو تحسين التفاعل بين مستخدمي الشبكة ووتوفير نماذج موحدة للناس للتعاون.

## تأسيس المنظمة
أسِست هذه المنظمة في أكتوبر من سنة 1994 على يد تيم بيرنرز لي، الذي يعد أيضآ مخترع الويب. جاء من مركز سيرن إلى معهد معهد ماساتشوستس للتقنية لتأسيس كونسورتيوم شبكة الويب العالمية W3C بدعم من مختلف المنظمات.
أنشئ الكونسورتيوم لضمان التوافق والاتفاق بين أعضاء القطاع الصناعي في اعتماد معايير جديدة.وكان قبل أنشاء الكونسورتيوم يوجد نسخ متنافية من لغة تأشير النص لغة ترميز النص الفائق كان يتيحها مختلف البائعين، مما يزيد من احتمالات التضارب بين صفحات الويب.ولكن إنشئ الكونسورتيوم لحصول جميع هؤلاء البائعين على اتفاق على مجموعة من المبادئ الأساسية والعناصر التي من شأنها أن تدعم من قبل الجميع.

## من أعمال المنظمة
من بين أبرز الأمثلة للمعايير القياسية التي أنشأها الكونسورتيوم نجد:
- CSS
- DOM
- GRDDL
- لغة ترميز النص الفائق
- ماث إم إل
- OWL
- P3P
- RDF
- SISR
- SKOS
- العربية  [لغات أخرى]‏
- SOAP
- سباركل
- SRGS
- SSML
- SVG
- VoiceXML
- لغة رقم النص الفائق القابلة للتمديد
- XHTML+Voice
- لغة الترميز القابلة للامتداد
- XML Events
- XML Information Set
- XML Schema  [لغات أخرى]‏
- إكسباث
- إكس كويري
- XSL-FO
- XSLT
- WCAG
- لغة وصف خدمات الويب  [لغات أخرى]‏
- XForms

## وصلات خارجية
- الموقع الرسمي